# Vracov (przystanek kolejowy)
Vracov – przystanek kolejowy w miejscowości Vracov, w kraju południowomorawskim, w Czechach. Znajduje się na wysokości 195 m n.p.m.
Jest zarządzany przez Správę železnic. Na przystanku znajdują się kasy biletowe, na których istnieje możliwość zakupu biletów na wszystkie pociągi w tym międzynarodowe oraz rezerwacji miejsc.

## Linie kolejowe
- 340 Brno - Uherské Hradiště